# DN Возничего
DN Возничего (лат. DN Aurigae) — двойная затменная переменная звезда типа W Большой Медведицы (EW) в созвездии Возничего на расстоянии (вычисленном из значения параллакса) приблизительно 26452 световых лет (около 8110 парсеков) от Солнца. Видимая звёздная величина звезды — от +13,72m до +13,3m. Орбитальный период — около 0,6169 суток (14,805 часов).

## Характеристики
Первый компонент — жёлто-белая пульсирующая переменная звезда типа RR Лиры (RRC) спектрального класса F3. Эффективная температура — около 6830 К.
Второй компонент — жёлто-белая звезда спектрального класса F3. Эффективная температура — около 6750 К.